# Taraji P. Henson
Taraji Penda Henson (Washington, 11 settembre 1970) è un'attrice e cantante statunitense.
Dopo una serie di film con ruoli minori, sale alla ribalta grazie alla sua interpretazione nel ruolo di Shug in Hustle & Flow - Il colore della musica (2005), nel ruolo di Katherine Johnson in Il diritto di contare (2016) e di Queenie ne Il curioso caso di Benjamin Button di David Fincher (2008), che le è valso la candidatura all'Oscar per la miglior attrice non protagonista.
La Henson ha anche avuto una lunga carriera in televisione ed è stata un membro del cast regolare delle serie The Division, Boston Legal e Eli Stone. Dal 2011 al 2013 ha recitato nei panni del detective Jocelyn Carter in Person of Interest, mentre dal 2015 al 2020 ha interpretato Cookie Lyon nella serie Empire, per la quale si è aggiudicata un Golden Globe e ha ricevuto due candidature al Premio Emmy. Nel 2016 e nel 2024 la rivista Time inserisce la Henson nella lista delle 100 persone più influenti del mondo.

## Biografia
È nata a Washington, dove ha conseguito la laurea in arti teatrali alla Howard University. Prima di debuttare come attrice ha svolto diversi lavori, fra cui quello di intrattenitrice nelle navi da crociera. Per un certo periodo, ha anche lavorato al Pentagono. Il suo doppio nome è composto da due termini in lingua swahili, che significano rispettivamente "speranza" (Taraji) e "amore" (Penda). Secondo un'analisi effettuata sul DNA mitocondriale della donna, la sua discendenza matrilineare può risalire al popolo dei Masa stanziato in Camerun. Taraji ha inoltre affermato che l'esploratore artico Matthew Henson sia il fratello del suo trisavolo.

### I primi lavori
Il suo primo incarico rilevante come attrice risale al film Baby Boy - Una vita violenta diretto da John Singleton nel 2001. Fra il 2003 e il 2004 partecipa per quattordici episodi alla serie televisiva The Division. Successivamente, nel 2005, ottenne un ruolo in Hustle & Flow, film di cui cantò anche una delle canzoni della colonna sonora, It's Hard Out Here for a Pimp, insieme ai Three 6 Mafia. Il brano vinse inoltre un Premio Oscar come Miglior Canzone Originale nel 2006, e la Henson, insieme ai Three 6 Mafia, lo eseguì dal vivo nel prestigioso palco degli Academy Awards. L'attrice recita anche nel film Four Brothers - Quattro fratelli e nel 2007 in Smokin' Aces, di Joe Carnahan, affiancata da Alicia Keys.

### Il successo

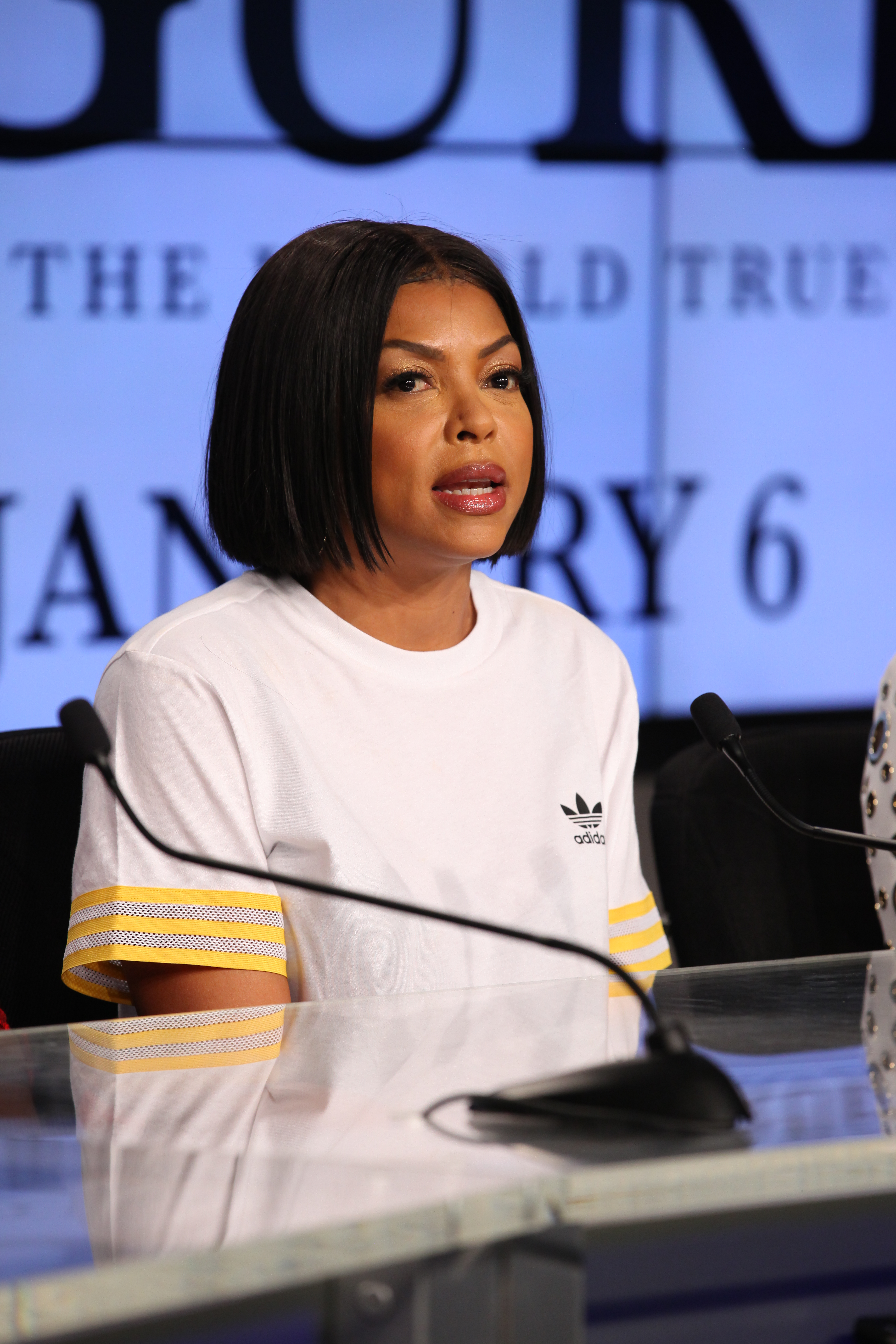
Taraji Henson al Kennedy Space Center in Florida nel 2016

Nel 2008 prende parte al film Il curioso caso di Benjamin Button di David Fincher, interpretando il ruolo di Queenie, madre adottiva del protagonista. Per questo ruolo la Henson si aggiudica una candidatura all'Oscar come miglior attrice non protagonista e ai SAG Award. Nello stesso periodo, compare anche nelle serie televisive Boston Legal e Eli Stone. Nel 2010 è apparsa nella commedia Notte folle a Manhattan e ha recitato nel remake di Karate Kid. Nel 2011 ha poi interpretato il ruolo di Tiffany Rubin in Tratto da Me: The Tiffany Rubin Story, per il quale ha ricevuto una candidatura per il Premio Emmy come Miglior Attrice Protagonista in una Miniserie o Film. Dal 2011 al 2013, e in una breve apparizione nel 2015, recita, inoltre, nel ruolo di Joss Carter nella serie televisiva statunitense Person of Interest, ottenendo il riconoscimento di Migliore Attrice Non Protagonista ai NAACP Image Awards 2014.
A partire dal 2015, ricopre la parte di Cookie Lyon nella serie televisiva campione d'ascolti Empire. Quest'ultima interpretazione le regala l'acclamazione globale, sia da parte della critica che del pubblico: infatti la performance diviene in breve tempo una delle sue più elogiate. Per essa, l'attrice ha vinto il premio come Miglior Attrice ai BET Awards e quello come Miglior Attrice in una Serie Drama ai Critics' Choice Television Awards 2015, ma soprattutto ottiene per la prima volta nella sua carriera la candidatura con conseguente vittoria ai Golden Globe 2016, trionfando nella categoria Miglior Attrice in una Serie Drammatica. È divenuta la terza donna afroamericana nella storia ad ottenere tale onorificenza, dietro solo a Gail Fisher (1972) e Regina Taylor (1992). Ha inoltre ottenuto varie candidature come ai Teen Choice Awards, ai TCA Awards ed una nomination al Premio Emmy come Miglior Attrice Protagonista in una Serie Drammatica. Sempre nel 2016, la celebre rivista Time la fa rientrare fra le celebrità più stimate nella sua annuale classifica Time 100, atta a rappresentare le 100 persone più influenti del mondo.

## Vita privata
Rimasta incinta durante il primo anno di college, ha dato alla luce nel 1994 Marcel Johnson, suo unico figlio. Il padre era William Lamar Johnson, suo fidanzato sin dai tempi del liceo, rimasto ucciso in uno scontro a fuoco con la polizia nel 2003.
Sostenitrice attiva dell'organizzazione animalista People for the Ethical Treatment of Animals (PETA), nel gennaio 2011 l'attrice è apparsa nuda su un manifesto pubblicitario della campagna I'd Rather Be Naked Than Wear Fur, partecipando poi anche alla successiva campagna Be an Angel for Animals col cane di famiglia Uncle Willie. Nel febbraio 2015 ha partecipato alla campagna per i diritti della comunità LGBT NOH8 Campaign.

## Filmografia

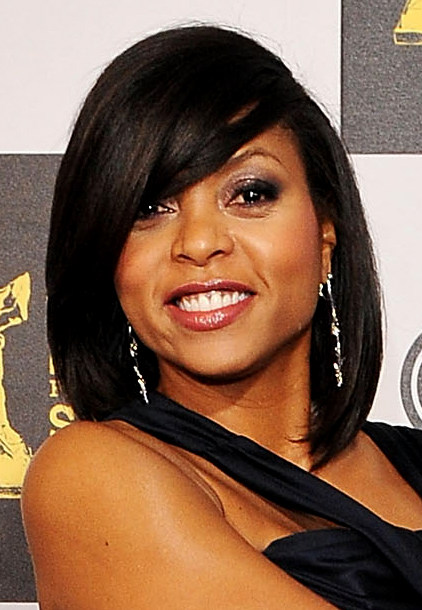
Taraji Henson nel 2010

### Attrice

#### Cinema
- Streetwise, regia di Bruce Brown (1998)
- Le avventure di Rocky e Bullwinkle (The Adventures of Rocky & Bullwinkle), regia di Des McAnuff (2000)
- All or Nothing, regia di Adisa Jones (2001)
- Baby Boy - Una vita violenta (Baby Boy), regia di John Singleton (2001)
- Hair Show, regia di Leslie Small (2004)
- Hustle & Flow - Il colore della musica (Hustle & Flow), regia di Craig Brewer (2005)
- Four Brothers - Quattro fratelli (Four Brothers), regia di John Singleton (2005)
- Animal - Il criminale (Animal), regia di David J. Burke (2005)
- Something New, regia di Sanaa Hamri (2006)
- Smokin' Aces, regia di Joe Carnahan (2007)
- Parla con me (Talk to Me), regia di Kasi Lemmons (2007)
- The Family That Preys, regia di Tyler Perry (2008)
- Il curioso caso di Benjamin Button (The Curious Case of Benjamin Button), regia di David Fincher (2008)
- Cuori di vetro (Not Easily Broken), regia di Bill Duke (2009)
- I Can Do Bad All By Myself, regia di Tyler Perry (2009)
- Hurricane Season, regia di Tim Story (2009)
- The Karate Kid - La leggenda continua (The Karate Kid), regia di Harald Zwart (2010)
- Notte folle a Manhattan (Date Night), regia di Shawn Levy (2010)
- Peep World, regia di Barry W. Blaustein (2010)
- Oltre la legge (Once Fallen), regia di Ash Adams (2010)
- The Good Doctor, regia di Lance Daly (2011)
- L'amore all'improvviso - Larry Crowne (Larry Crowne), regia di Tom Hanks (2011)
- Think Like a Man, regia di Tim Story (2012)
- Un'allenatrice speciale (From the Rough), regia di Pierre Bagley (2013)
- La guerra dei sessi - Think Like a Man Too (Think Like a Man Too), regia di Tim Story (2014)
- Top Five, regia di Chris Rock (2014)
- Ossessione omicida (No Good Deed), regia di Sam Miller (2014)
- Tempo limite (Term Life), regia di Peter Billingsley (2016)
- Il diritto di contare (Hidden Figures), regia di Theodore Melfi (2016)
- Proud Mary, regia di Babak Najafi (2018)
- Acrimony, regia di Tyler Perry (2018)
- What Men Want - Quello che gli uomini vogliono (What Men Want), regia di Adam Shankman (2019)
- Migliori nemici (The Best of Enemies), regia di Robin Bissell (2019)
- Coffee & Kareem, regia di Michael Dowse (2020)
- Muppets Haunted Mansion - La casa stregata, regia di Kirk R. Thatcher (2021)
- Il colore viola, regia di Blitz Bazawule (2023)
- Straw - Senza uscita (Straw), regia di Tyler Perry (2025)

#### Televisione
- Boston Legal - spin-off della serie di David E. Kelley "The Practice" (1997)
- Un genio in famiglia (Smart Guy) – serie TV, episodi 2x07-3x08-3x11 (1997-1998)
- The Parent 'Hood – serie TV, episodio 4x10 (1997)
- Sister, Sister – serie TV, episodio 5x10 (1997)
- E.R. - Medici in prima linea (ER) – serie TV, episodi 4x20-5x02 (1998)
- Bayside School (Saved by the Bell) – serie TV, episodio 6x11 (1998)
- Felicity – serie TV, episodi 1x07-1x14 (1998-1999)
- Pacific Blue – serie TV, episodio 4x22 (1999)
- Scuola diabolica per ragazze (Satan's School for Girls), regia di Christopher Leitch – film TV (2000)
- Squadra Med - Il coraggio delle donne (Strong Medicine) – serie TV, episodio 1x06 (2000)
- La signora in giallo - L'ultimo uomo libero (The Last Free Man), regia di Anthony Pullen Shaw – film TV (2001)
- The Division – serie TV, 14 episodi (2003-2004)
- All of Us – serie TV, episodio 2x04 (2004)
- Half & Half – serie TV, episodio 4x08 (2005)
- Dr. House - Medical Division (House, M.D.) – serie TV, episodio 2x06 (2005)
- CSI - Scena del crimine (CSI: Crime Scene Investigation) – serie TV, episodio 6x17 (2006)
- Boston Legal – serie TV, 12 episodi (2007-2008)
- Eli Stone – serie TV, episodi 2x05-2x06-2x07 (2008)
- Tiffany Rubin - Storia di una madre (Taken from Me: The Tiffany Rubin Story), regia di Gary Harvey – film TV (2011)
- Person of Interest – serie TV, 55 episodi (2011-2013, 2015)
- Empire – serie TV, 102 episodi (2015-2020)
- Abbott Elementary – serie TV, episodio 2x21 (2022)
- Fight Night – miniserie TV, 8 episodi (2024)

### Doppiatrice
- The Cleveland Show – serie animata, episodio 1x18 (2010)
- Le follie di Madagascar (Madly Madagascar), regia di David Soren - film TV (2013)
- L'era glaciale - La grande caccia alle uova (Ice Age: The Great Egg-Scapade), regia di Ricardo Curtis, Steve Martino e Mike Thurmeier – film TV (2016)
- Ralph spacca Internet (Ralph Breaks the Internet), regia di Phil Johnston e Rich Moore (2018)
- Minions 2 - Come Gru diventa cattivissimo, regia di Kyle Balda (2022)
- PAW Patrol - Il super film (PAW Patrol: The Mighty Movie), regia di Cal Brunker (2023)

## Riconoscimenti
- Premi Oscar
  - 2009 – Candidatura alla miglior attrice non protagonista per Il curioso caso di Benjamin Button
- Golden Globe
  - 2016 – Miglior attrice in una serie drammatica per Empire
- Premio Emmy
  - 2011 – Candidatura alla miglior attrice in una mini-serie o film tv per Taken from Me: The Tiffany Rubin Story
  - 2015 – Candidatura alla miglior attrice in una serie drammatica per Empire
  - 2016 – Candidatura alla miglior attrice in una serie drammatica per Empire
  - 2023 – Candidatura alla miglior attrice ospite in una serie commedia per Abbott Elementary
- Screen Actors Guild Awards
  - 2005 – Candidatura al miglior cast cinematografico per Hustle & Flow - Il colore della musica
  - 2009 – Candidatura al miglior cast cinematografico per Il curioso caso di Benjamin Button
  - 2009 – Candidatura alla miglior attrice non protagonista cinematografica per Il curioso caso di Benjamin Button
  - 2017 – Miglior cast cinematografico per Il diritto di contare
  - 2024 – Candidatura al miglior cast cinematografico per Il colore viola
- Critics' Choice Awards
  - 2009 – Candidatura alla miglior attrice non protagonista per Il curioso caso di Benjamin Button
  - 2009 – Candidatura al miglior cast corale per Il curioso caso di Benjamin Button
  - 2015 – Miglior attrice in una serie drammatica per Empire
  - 2016 – Candidatura alla miglior attrice in una serie drammatica per Empire
  - 2017 – Candidatura al miglior cast corale per Il diritto di contare
  - 2024 – Candidatura al miglior cast corale per Il colore viola (The Color Purple)
- Satellite Award
  - 2007 – Candidatura alla miglior attrice non protagonista per Parla con me
  - 2011 – Candidatura alla miglior attrice in una mini-serie o film tv per Taken from Me: The Tiffany Rubin Story
  - 2017 – Miglior cast per Il diritto di contare
  - 2017 – Candidatura alla miglior attrice per Il diritto di contare
- Tony Awards
  - 2024 – Candidatura alla migliore opera teatrale per Jaja’s African Hair Braiding

## Doppiatrici italiane
Nelle versioni in italiano delle opere in cui ha recitato, Taraji Henson è stata doppiata da:
- Laura Romano in Something New, Notte folle a Manhattan, Person of Interest, Ossessione omicida, Proud Mary, Acrimony, Migliori nemici, Coffee & Kareem, Muppets Haunted Mansion - La casa stregata, STRAW - Senza uscita
- Tiziana Avarista in The Karate Kid - La leggenda continua, L'amore all'improvviso - Larry Crowne, Think Like A Man, La guerra dei sessi - Think Like a Man Too
- Laura Lenghi in Boston Legal, Empire, Il colore viola
- Rossella Acerbo in CSI - Scena del crimine
- Laura Latini in Scuola diabolica per ragazze
- Ilaria Stagni in Hustle & Flow - Il colore della musica
- Alessandra Korompay in Four Brothers - Quattro fratelli
- Alessandra Cassioli in Smokin' Aces
- Anna Rita Pasanisi ne Il curioso caso di Benjamin Button
- Laura Boccanera ne Il diritto di contare
- Angela Brusa in  What Men Want - Quello che gli uomini vogliono
- Sabrina Duranti in Abbott Elementary

Da doppiatrice è sostituita da:
- Laura Romano in Ralph spacca Internet, PAW Patrol - Il super film
- Laura Lenghi in Le follie di Madagascar
- Rossella Acerbo in L'era glaciale: La grande caccia alle uova
- Gilberta Crispino in Minions 2 - Come Gru diventa cattivissimo